# Caldarola
Caldarola – miejscowość i gmina we Włoszech, w regionie Marche, w prowincji Macerata.
Według danych na rok 2004 gminę zamieszkiwało 1706 osób, 58,8 os./km².